# Jazz Cartier
Jazz Cartier, pseudonimo di Jahmarie Wishart Adams (Toronto, 19 marzo 1993), è un rapper canadese.

## Biografia
Jazz Cartier ha pubblicato l'album in studio d'esordio, Fleurever, sotto la Universal Music Canada nel 2018; il disco, contenente il brano d'oro Tempted, è entrato nella classifica degli album più consumati di Billboard. Anche Dead or Alive, incluso nel mixtape di debutto Marauding in Paradise, ha ricevuto la certificazione d'oro dalla Music Canada, equivalente a 40 000 unità di vendita.
Hotel Paranoia (2016) è stato riconosciuto con il Juno Award alla registrazione rap dell'anno. Il suo secondo LP, intitolato The Fleur Print, è uscito nella seconda metà del 2021.

## Discografia

### Album in studio
- 2018 – Fleurever
- 2021 – The Fleur Print

### Mixtape
- 2015 – Marauding in Paradise
- 2016 – Hotel Paranoia

### Singoli
- 2010 – Her Daddy Don't Like Me (feat. JB & Scotch Butta)
- 2015 – New Religion
- 2015 – Always Up to Something
- 2015 – Dead or Alive
- 2016 – Ring (con Ye Ali)
- 2016 – Waste
- 2016 – Just in Case
- 2016 – Pree
- 2017 – Tempted
- 2017 – How Did I Get This Deep?
- 2018 – Right Now (feat. Ktoe)
- 2018 – Goldflower
- 2018 – Which One
- 2019 – Touring (con Ktoe)
- 2020 – Disclosure
- 2020 – Basement
- 2021 – Nothin 2 Me (con Cousin Stizz)
- 2021 – Two of 'Em (con Buddy)
- 2021 – B.I.G. (con Grandtheft)
- 2021 – Woah (con Tobi)
- 2021 – Rock the Boat (con Kyle)
- 2022 – Outside (con Eva Shaw e Kris the Spirit)
- 2022 – Jackpot (con Tommy Newport)
- 2022 – Karma (con Rossy)
- 2023 – +4416
- 2023 – Dust on Roads (con Darci)
- 2023 – Pz Don't Trip (con Kal Banx e Charlie Heat)